# Thomas Farnolls Pritchard
Pour les articles homonymes, voir Pritchard.
Thomas Farnolls Pritchard, né vers 1723 et mort le 23 décembre 1777, est un architecte anglais et décorateur d'intérieur qui est surtout connu pour la conception du premier pont de fer du monde, le Iron Bridge.

## Biographie
Thomas Farnolls Pritchard est né à Shrewsbury, dans le Shropshire et est baptisé dans l'église St Julian's, à Shrewsbury, le 11 mai 1723. Son père est menuisier ; Thomas suit aussi une formation de menuisier, mais poursuit un parcours professionnel d'architecte et de décorateur d'intérieur.
Il se spécialise dans la conception des cheminées et autres éléments de décoration intérieure, ainsi que dans les monuments funéraires, employant des marbres de couleur, qui sont caractérisés par Rupert Gunnis comme « de l'école d'Henri Cheere ». Ses œuvres sont habituellement de style rococo ou gothique, et plus tard de style néo-classique . Elles comprennent des monuments à Ann Wilkinson (1756), à Wrexham (Denbighshire), au révérend John Lloyd (1758) et à Mary Morhall (1765), tous deux à St. Mary's à Shrewsbury, et à Richard Corbet, à Moreton Corbet (Shropshire).
Les travaux de Pritchard comprennent la reconstruction de l'église St Julian's de Shrewsbury, ainsi que celle de Hatton Grange, dans le Shropshire. Les exemples de ses décorations d'intérieur comprennent Croft Castle à Yarpole et le Manoir Gaines à Whitbourne, dans le Herefordshire, Shipton Hall, dans le Shropshire, la salle de bal du château de Powis, et des éléments de cheminées à Broseley Hall, Lawns, Broseley et Benthall Hall. Il a également conçu la salle de style rococo de Tatton Hall, dans le Cheshire. Ses monuments sont dans différentes églises, dont l'église St Mary's de Shrewsbury et des églises à Acton Round, Ludford et Barrow (Shropshire),.
Pritchard effectue des travaux à Ludlow, dont la reconstruction de la prison de la ville et de l’aumônerie, et effectue des travaux à l'Hôtel de Ville.
En 1769, Pritchard quitte Shrewsbury et s’installe à Eyton on Severn (en), où il s'occupe d'une exploitation et poursuit son œuvre architecturale. Il fait différents dessins pour des ponts ; aucun ne s'est concrétisé, jusqu'à ce qu'il réalise les plans d'un pont en fonte afin de traverser la rivière Severn à Coalbrookdale, dans le Shropshire, en adaptant les principes de construction des ponts de bois. Une version modifiée de sa conception est réalisée à l'usine sidérurgique à Coalbrookdale entre 1777 et 1779. Pritchard meurt avant l’achèvement du pont, mais sa conception du Iron Bridge conduit à la construction du premier pont de fer dans le monde.
Il est inhumé à St Julian's, à Shrewsbury, où son monument commémore aussi sa femme, Elinor Russell, de Shrewbury (avec laquelle il s'est marié en 1751, morte en 1768) et trois enfants qui sont morts jeunes.